# Eloy (película)
Eloy es una película en blanco y negro de Argentina y Chile dirigida por Humberto Ríos sobre su propio guion escrito en colaboración con Carlos Droguett según la novela de Carlos Droguett que se estrenó en Chile el 17 de febrero de 1969 y en Argentina el 23 de octubre del mismo año. Tuvo como protagonistas a Raúl Parini, María Eugenia Cavieres, Tennyson Ferrada y Humberto Duvauchelle.
Fue filmada en San Diego, Viña del Mar, Santiago de Chile y Buenos Aires.
Esta película fue recuperada luego de muchos años de saberse perdida, gracias a una búsqueda por parte de la Cineteca de la Universidad de Chile.

## Sinopsis
La película trata de Eloy, bandolero chileno y compañero de Joaquín Murieta, quien es buscado por la justicia en la frontera con Argentina. A pesar de que un escape parece imposible, en su desesperación huye sin un destino fijo.

## Reparto
Los intérpretes de la película fueron:
- Raúl Parini (como Eloy)
- María Eugenia Cavieres (como Rosa)
- Tennyson Ferrada
- Humberto Duvauchelle
- Martín Andrade
- Rubén Ubeira
- Alfonso Venegas
- Mario Lorca
- Diana Ingro (como la mujer de Hernández)
- Beto Gianola
- Raúl del Valle (como Hernández)
- Nelly Tesolín
- Mimí Sills
- Pedro Villagra
- Martín Acevedo
- Betti Graziolli
- Magaló Ledesma

## Banda sonora
La banda sonora de esta película está compuesta por Ángel Parra, quedando grabada en el EP Eloy del año 1968.

## Comentarios
La revista Panorama dijo:

”La confusión narrativa y la excelencia fotográfica ocasional…..caracterizan esta producción argentino-chilena. A primera vista está muy claro que el protagonista es un bandolero acorralado por la policía…con la misma ronda de recuerdos y alucinacione que la atraviesan en un momento tan crítico. Pero cuando el libreto penetra en esas zonas del pasado  y la irrealidad, comienzan a mezclarse fragmentos muy distantes del relato”

Manrupe y Portela escribieron:

”A partir de los últimos días de un bandido, la película muestra a la violencia personal como único camino de oponerse a la violencia de la sociedad. Un estudio de la individualidad narrado con poesía, cuidado visual y musical infrecuentes. Es la ópera prima de un reconocido documentalista.”